# Psalidoprocne fuliginosa
Psalidoprocne fuliginosa là một loài chim trong họ Hirundinidae.